# Кэйнеу

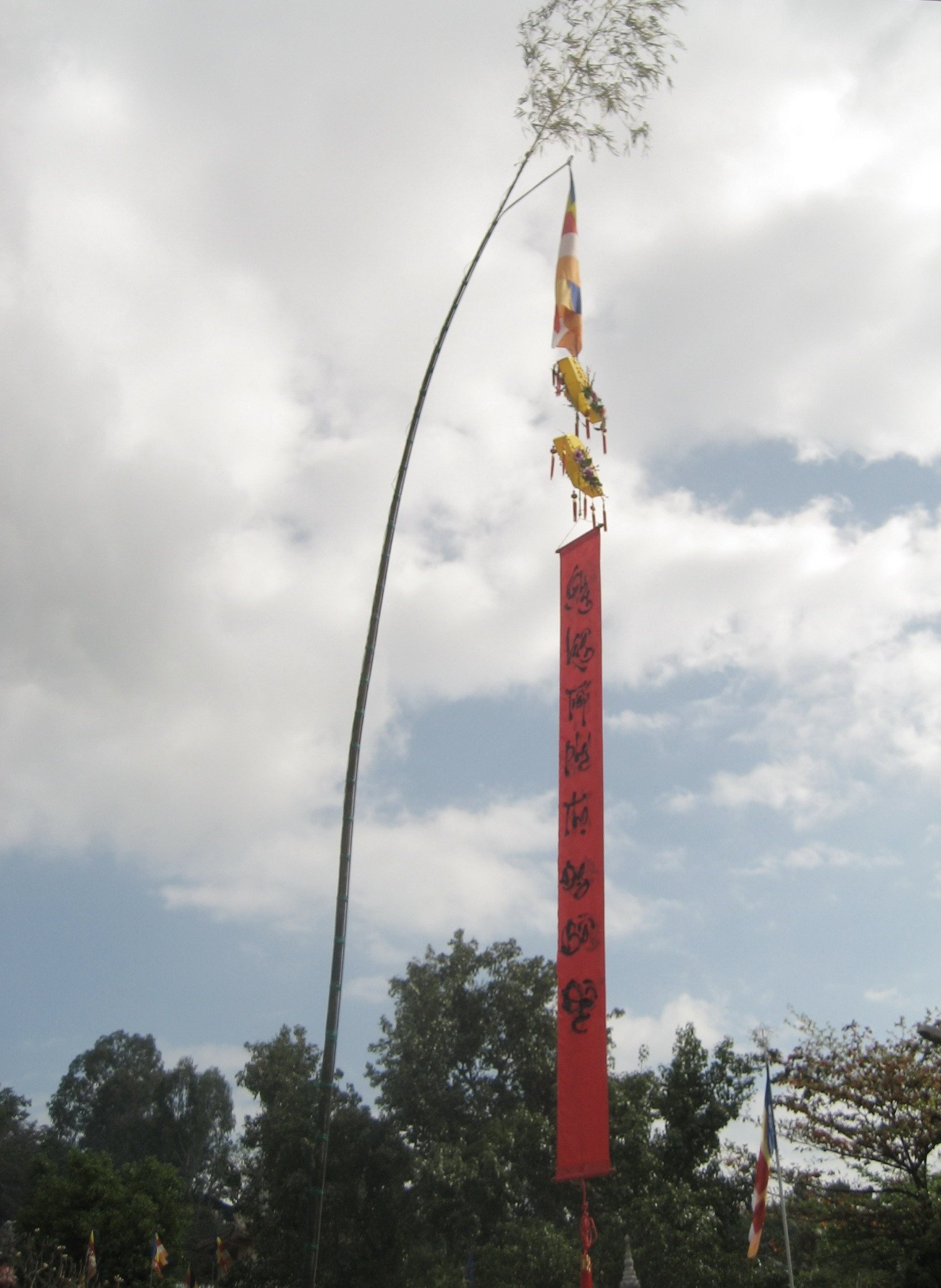
Кэйнеу

Кэйнеу, кэй неу (вьет. Cây nêu) — вьетнамское новогоднее дерево, представляющее собой пяти—шестиметровую бамбуковую палку с листьями на самой верхушке. На неё крепят разнообразные предметы, в том числе амулеты, оригами-рыб, ветки кактусов, петушиные перья, листья деревьев, колокольчики и т. д. Украшение устанавливается во время празднования вьетнамского Нового года (Тет) по лунно-солнечному календарю. По мнению исследователей, этот обычай связан с распространённым у многих народов почитанием космогонического образа мирового древа, а также культом предков.

## Легенда о происхождении
Возникновение вьетнамской новогодней традиции связывают с одной из буддийских легенд, в основе которой лежит распространённый фольклорный сюжет о разделе урожая между чертом и человеком, например известный по книге Франсуа Рабле «Гаргантюа и Пантагрюэль», восточнославянским народным сказкам («Вершки и корешки», «Мужик и медведь»). В указателе сюжетов фольклорной сказки Аарне-Томпсона-Утера (АТУ) этот сюжет имеет номер 1030 («Раздел урожая»). 
По легенде, давным-давно угодья для выращивания поливного риса находились во власти злых духов (куи), в связи с чем люди пользовались землёй с их разрешения и ежегодно вынуждены были расплачиваться за это большей частью урожая. Чтобы избавиться от этой дани, крестьяне попросили помощи у Будды. Когда духи затребовали расплатиться корнями растений, то Будда сказал людям начать выращивать рис. Когда собрали урожай крестьяне оставили себе вершки, а корешки отдали куи. В следующий раз духи сказали, что заберут себе вершки, на что Будда велел крестьянам посадить батат. После сбора урожая они забрали себе корневища, а ботву отдали духам. В третий раз куи затребовали уже и вершки и корешки, но и в этот раз их одурачили: Будда подсказал, что надо посадить кукурузу и забрать себе початки. Разозлённые таким исходом духи сказали, что заберут землю. И на этот раз на выручку пришёл Будда: он подсказал людям обменять корзину початков на клочок земли, размером с тень от рясы буддийского монаха. Куи решили, что это выгодная сделка, так как монашеская одежда небольшая и дали согласие на обмен. Весной Будда велел крестьянам выращивать бамбук, а рясу повесить на его верхушку. Растение достигло пределов неба и тень от одежды покрыла всю землю. По условиям спора у куи не осталось владений и они ушли в сторону Восточного моря. Так люди получили в полное распоряжение всю землю, и теперь уже духи просили разрешения хотя бы один раз в год бывать на их территории для почитания могил предков. Для того чтобы духи не мешали, Будда велел около домов ставить шесты, возле которых сыпать известь, которая должна «превратиться» в буквы, составляющие имя хозяина дома.

## Традиции

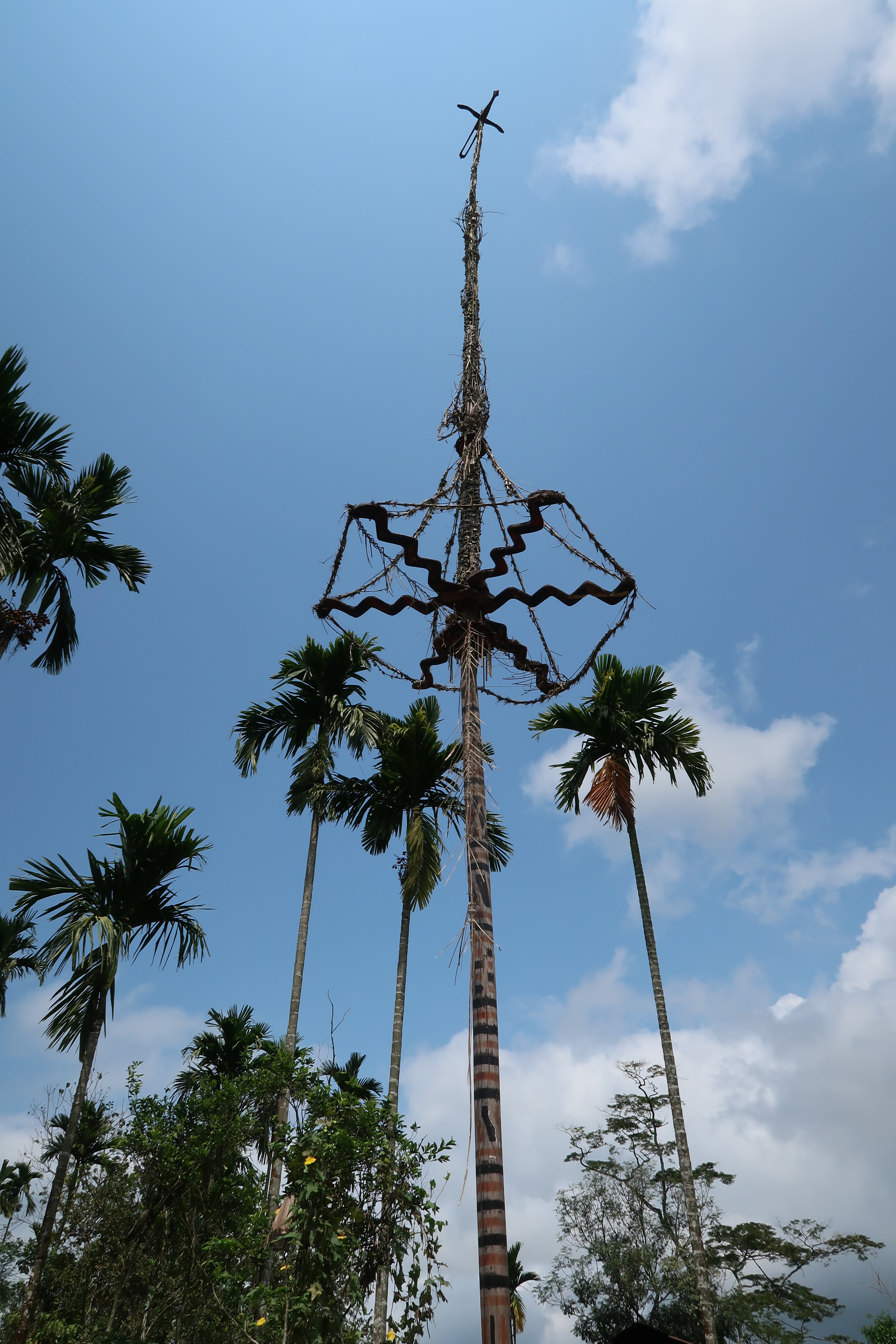
Кэйнеу

В двадцатых числах двенадцатого месяца года по лунно-солнечному календарю во время праздника Тет люди покупают на ярмарочных базарах бамбуковый шест длиной около 5—6 метров. После этого на бамбуке отрывают побеги и оставляют только несколько листьев в самом верху, куда привязывают петушиные перья, листья баньяна, кокоса. Ниже крепят обруч, на который помещают фигурки бумажных рыбок, колокольчики, медные пластинки в виде полумесяца (кхань): эти предметы на ветру издают мелодичный звук. Ниже вешают шляпу для особо почитаемого в эти дни Духа очага (Тао Куан), золотистые полоски бумажных денег, листья бетеля, ананаса или веточку с колючками, олицетворящую спину дракона. В самом верху устанавливается фонарь, который включают с наступлением темноты.
Кэйнеу символизирует «путь» для предков, по которому они «посещают» дом, чтобы встретить Новый год в обществе живых родственников. В литературе отмечается, что каждая из деталей украшения имеет собственное значение:
Свет фонаря и пучок листьев должны привлечь внимание духов предков. Сам бамбук — символ стойкости и непоколебимости. Колокольчики, медные пластинки издают при самом лёгком дуновении звук, который должен отпугивать злых духов, если они попытаются «помешать» семейному торжеству. Звуки, издаваемые гонгами (кхань), символизируют счастье, рыба — воинские успехи (так как только рыба, по хорошо известной легенде, могла переплыть космический океан — ву мон). Колючки помещались для угрозы (считается, что злые духи боятся колючек и острых предметов).
Вьетнамское новогоднее дерево устанавливается в период приближения весны, наступления тёплой погоды, грядущего наступления встречи с солнцем, воздухом (зыонг), олицетворением мужского начала. По мнению этнографов, кэйноу представляет собой вариант местного почитания мирового древа, являющегося распространённым мифологическим архетипом концепции вселенского (космического) дерева, объединяющего все сферы мироздания. Некоторые исследователи усматривают в возведении бамбукового шеста культ Онг Тао, духа земли и домашнего очага. Он подымается на небо на спинах драконов, появляющихся из фигурок карпов, которые прикрепляются на кэйнеу. В центральном Вьетнаме к модификации почитания мирового древа относят жертвоприношение духам и душам умерших вождей в виде привязанного на шесте буйвола.